# Егизов, Дендербай Кажигалиевич
Дендербай Кажигалиевич Егизов (каз. Дендербай Қажығалиұлы Егізов; 6 июня 1939, Индерский район, КазССР, СССР — 20 февраля 2007, Алматы, Казахстан) — советский и казахстанский фотожурналист.

## Биография
Родился 6 июня 1939 года в Индерском районе современной Атырауской области. В 1963 году окончил факультет журналистики Казахского государственного университета им. С.Кирова.
В школьное время получил навыки работы с фототехникой, и уже будучи студентом начинает подрабатывать в «Доме дружбы и связей с зарубежными странами» фотографом. Также подрабатывал декоратором в Государственном академическом театре драмы им. Ауэзова
В 1962 году устраивается фотокорреспондентом республиканской газеты «Спорт» и работает там на протяжении более 40 лет.
Начиная с Олимпийских игр в Москве 1980 года, принимает участие во всех зимних и летних играх вплоть до Игр 2000 года в Сиднее.

## Достижения
- Лауреат фестиваля «Спорт — посол мира» (1975)
- Лауреат всесоюзного конкурса газеты «Советский спорт» (1981)
- Отличник физической культуры и спорта СССР (1991)